# 마농 레스코 (푸치니)

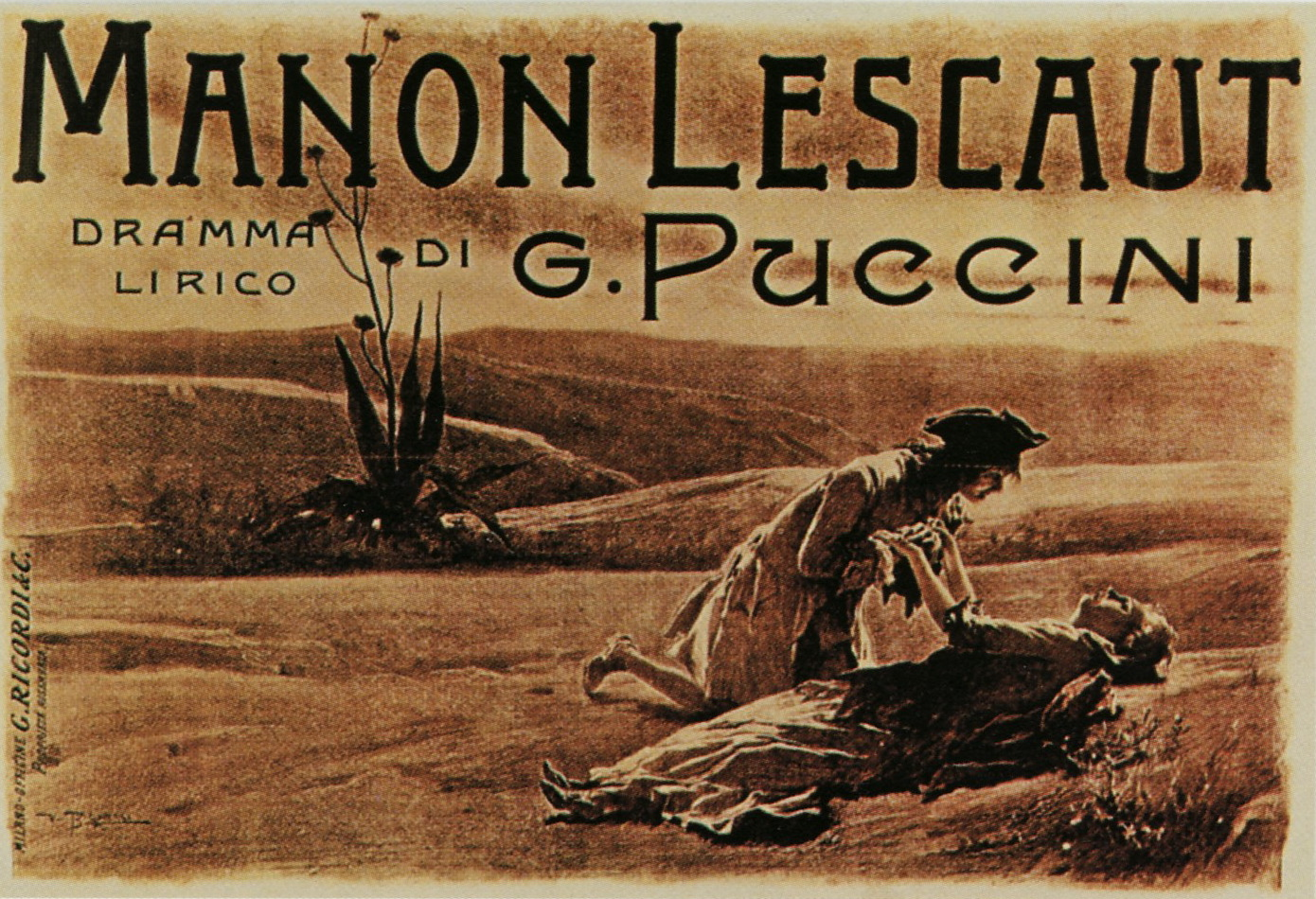

마농 레스코(이탈리아어: Manon Lescaut)는 자코모 푸치니가 작곡한 4막의 드라마 리리코, 또는 오페라이다. 오늘날의 천재 오페라 작곡가 푸치니의 명성을 처음 얻게 해준 작품이다. 프랑스 소설가인 Antoine François Prévost의 기사 데 그뤼와 마농 레스코 이야기(L’histoire du chevalier des Grieux et de Manon Lescaut)를 기초로 루제로 레온카발로, 마르코 프라가, 도메니코 올리바, 루이지 일리카, 주세페 자코사가 이탈리아어 대본은 완성하였다. 1893년 2월 1일 토리노의 토리노 왕립 극장에서 초연되었다. 총 4막과 간주곡으로 구성되었으며 제 1막 35분, 제 2막 40분, 간주곡 5분, 제 3막 25분, 제 4막 20분, 총 약 2시간으로 이루어졌다.

## 등장인물
- 마농 레스코(소프라노) - 여주인공, 10대 후반의 허영심 많은 젊은 아가씨. 데 그뤼와 사랑하지만 결국 미국으로 추방되어 삶을 마감함
- 데 그뤼(테너) - 남주인공, 마농레스코를 사랑하여 그녀와 함께 미국으로 가는 가난한 학생,
- 레스코(바리톤) - 마농레스코의 오빠, 친위대 중사.
- 에드몬드(테너) - 학생, 데 그뤼와 마농이 도망갈수 있게 도움을 주는 역할
- 제론트(바리톤) - 마농을 사랑하는 늙은 재무관, 마농이 추방당하게 만드는 인물
- 여관집 주인(바리톤).
- 무용 교사(테너).
- 음악 교사, (메조소프라노)
- 선장(바리톤)
- 그밖에 등대지기. 성악가, 미용사. 경찰관. 학생. 선원.시민. 처녀들

## 줄거리
- 시간: 18세기 후반
- 장소: 프랑스: 아미앵, 파리시, 르아브르,

미국: 뉴올리언즈 황야

### 1막
프랑스 북부 아미앙 시의 여관집 앞 광장
수도원에 가는 마농은 그녀의 오빠 레스코와 함께 에드몬드와 학생들이 목동의 노래 '아름다운 밤이 온다'를 부르고 있는 아미엥 광장에 내린다.
데 그뤼는 그녀의 아름다움에 반해 레스코가 잠시 자리를 비운 사이 마농에게 말을 건다. 데 그뤼가 싫지 않은 마농은 데 그뤼에게 다시 만날 것을 약속한다.
제론트는 레스코에게 그가 마농을 좋아한다고 말하지만, 레스코는 카드 놀이에 정신이 팔려 그 말에 신경을 쓰지 않는다. 에드몬드는 여관주인에게 마차를
빌려 마농을 납치하려는 제론트의 계략을 눈치채고 이를 데 그뤼에게 말해준다.
에드몬드의 도움으로 데 그뤼와 마농은 준비해 둔 마차로 몰래 도망간다. 사라진 마농을 제론트와 레스코는 파리에서 찾기 시작한다.

### 2막
데 그뤼와 사랑에 빠진것도 잠시, 마농은 부유한 생활을 즐기고 싶은 마음에 제론트에게로 돌아간다. 파리에 있는 제론트의 저택. 화려하고 웅장한 느낌의 저택에서 마농은 저녁 파티에 나가기 위해 화장을 하고 있다. 이 화려한 집 속에서 마농은 데 그뤼와 함께 살았던 허름하고 불편했던 생활을 잊지 못하고 그리워하고 있다. 제론트가 파티에 먼저 떠나고 데 그뤼가 마농을 찾아온다. 마농의 허영심과 사치에 대해 불만을 가지고 있던 데 그뤼도, 용서를 빌면서 사랑을 호소하는 마농을 품에 안는다. 이 때 제론트가 들어오고, 마농은 거울을 집어 들어 제론트 앞에 가져가대면서 늙고 흉한 얼굴을 조소한다. 화가 난 제론트는 밖으로 나가고 데 그뤼는 마농에게 빨리 도망치자고 말한다. 보석과 재산에 욕심이 있던 마농은 도망가기 전 그것들을 챙기느라 방에 남아있는데 경찰이 들어와 공공장소에서의 매춘과 도둑질이라는 죄명으로 마농을 체포한다.

### 3막
르 아브르 항구의 부둣가. 마농은 다른 여자 죄수들과 함께 임시 감옥에서 미국행 배를 기다리고 있다. 해가 뜨기 전에 데 그뤼와 레스코는 감옥에 갇혀 있는 마농을 구하기 위해 감옥 근처에 숨어 주변 상황을 살피고 있다. 데 그뤼는 몰래 감옥 창살을 통해 마농과 대화를 나누고, 갑자기 호루라기 소리가 들리면서 레스코가 나타나 계획이 실패했으니 도망가자고 말한다. 중사(베이스)는 북을 울려 감옥에 있던 매춘부들의 이름을 한 명씩 불러 미국행 배에 태운다. 마농의 차례가 되고 데 그뤼는 마농에게 달려간다. 추방되는 마농은 데 그뤼에게 자신을 그만 잊어달라고 애원하고, 데 그뤼는 선장에게 뱃사람으로 미국으로 데려가 달라고 부탁한다. 데 그뤼의 간절하고 애틋한 눈물의 호소에 감동을 받은 선장은 데 그뤼의 승선을 허가한다. 결국 데 그뤼와 마농은 함께 미국으로 간다.

### 4막
뉴올리언즈 근방의 황량한 벌판.
도망나온 마농과 데 그뤼는 허름한 옷차림과 힘든 얼굴로 아무것도 없는 황량한 벌판에 등장한다. 마농은 지쳐서 더 이상 움직일 수 없다고 하며 그자리에 주저앉아 기절한다.. 데 그뤼는 마농을 붙잡고 용기를 가지라 말하고, 기절했던 마농은 의식을 되찾자마자 목이 마르다고 말한다. 데 그뤼는 마농을 두고 물을 찾아 저 멀리까지 갔다오지만 황량한 벌판엔 아무것도 보이지 않아 결국 빈 손으로 돌아오게 된다. 마농이 거의 숨을 거두려 하자 함께 죽고 싶다고 말하는 데 그뤼를 말리며 마농은 마지막 키스를 나눈 후 서서히 죽어간다. 데 그뤼는 계속해서 용기를 가지고 힘을 내라 말하지만 결국 마농은 숨을 거둔다. 데 그뤼는 숨을 거둔 마농을 붙잡고 엎드려 통곡한다.

## 유명 아리아
- 1막 Donna non vidi mai simile a questa - "일찍이 본 적이 없는 미인" (데 그뢰)
- 2막 In quelle trine morbide - "이 부드러운 레이스 속에 싸여" (마농)
- 2막~3막 사이 간주곡 Intermezzo sinfonico
- 3막 No! pazzo son! - "아니, 난 미쳤어!" (데 그뢰 )
- 4막 " Sola, perduta, abbandonata" (나홀로 버림받아) (마농 - 4막)

## 원작
프랑스 작가 앙투안 프랑수아 프레보(Antoine François Prévost, 1697년~1763년)의 소설 <기사 데그리외와 마농 레스코 이야기>로, 줄거리에는 상당한 차이가 있으며, 인물들의 성격도 사뭇 이질적인데, 원작에서의 데 그뤼는 부족함 없는 귀족 집안의 아들로 가장 큰 비중을 가지지만 오페라에선 마농을 사랑하는 가난한 학생으로, 마농레스코는 사치와 향락의 욕구를 떨치지 못하는 인물에서 결국은 가련하게 생을 마감하는 비련의 여주인공으로 나온다.

## 참고 문헌
- The Opera Goer's Complete Guide by Leo Melitz, 1921 version.
- Julian Budden: 'Manon Lescaut', Grove Music Online, 2005.

## 같이 보기
- 마농 레스코